# Susanne Sonnenfeld
Susanne Sonnenfeld (* 1961 in Berlin) ist eine deutsche Rechtspflegerin und Professorin für Rechtspflege an der Hochschule für Wirtschaft und Recht Berlin.

## Leben
Susanne Sonnenfeld studierte von 1980 bis 1983 mit dem Abschluss Diplom-Rechtspflegerin an der Fachhochschule für Verwaltung und Rechtspflege Berlin (FHVR). Von 1986 bis 1993 war sie zunächst nebenamtliche Lehrkraft der FHVR Berlin, ab 1999 Lehrkraft auf Zeit für „Verfahrensrecht der freiwilligen Gerichtsbarkeit und das dazu gehörige Kostenrecht mit Schwerpunkt Vormundschafts- und Nachlasswesen“. Im Herbst 1999 wurde sie zur Professorin für Rechtspflege an die FHVR, die 2009 mit der Hochschule für Wirtschaft und Recht (HWR) fusionierte, berufen. Ihr Schwerpunkt ist „Rechtswirkungsforschung und Justizorganisation unter besonderer Berücksichtigung der Rolle von Frauen und Familienrecht“. Sie ist Expertin für Vormundschafts- und Pflegschaftsrecht, Betreuungsrecht und Kindschaftsrecht.  
Sie ist Mitglied der Wissenschaftlichen Vereinigung für Familienrecht sowie der 2001 begründeten Forschungseinrichtung „Harriet Taylor Mill-Institut für Ökonomie und Geschlechterforschung“, die Geschlechterfragen im Recht und in der Verwaltung bearbeitet.
Sonnenfeld publizierte zum Thema Familienrecht und verfasste Kommentare zum Betreuungsrecht.

## Schriften (Auswahl)
- Sterbehilfe in gerichtlich legitimierter Selbstverantwortung des Betreuers? Von der ex-post-Beurteilung des Strafrechts zur ex-ante Prüfung des Zivilrechts? Fachhochschule für Verwaltung und Rechtspflege, Berlin 2000.
- mit Renate von König und Brigitte Steder: Klausurenbuch für die Rechtspflegerprüfung. de Gruyter, Berlin, 2000, ISBN 978-3-11-089795-1.
- Betreuungs- und Pflegschaftsrecht. Zweite neu bearbeitete Auflage, Gieseking, Bielefeld 2001, ISBN 978-3-7694-0594-1.
- Nichtalltägliche Fragen aus dem Alltag des Betreuungsrechts. Gieseking, Bielefeld 2006, ISBN 978-3-7694-0993-2.
- mit Lothar Briesemeister: FGG. Gesetz über die Angelegenheiten der freiwilligen Gerichtsbarkeit. Großkommentar. Zweiter Band, De Gruyter, Berlin 2011, ISBN 978-3-11-089424-0.
- mit Werner Bienwald und Birgit Hoffmann: Betreuungsrecht – Kommentar. Sechste, neu bearbeitete Auflage, Gieseking, Bielefeld 2016, ISBN 978-3769411348.